# 豐寧郡
丰宁郡 ，中国南北朝时设置的郡。
北魏正始二年（505年）设置丰宁郡。治所在丰宁戍，故址在今陕西省西乡县西25公里。下辖领丰宁县，辖境相当今陕西省西乡县地及镇巴县西部。南朝梁大同元年（535年）南梁夺得，占领东梁州丰宁郡。承圣元年（552年）被西魏占领，北周沿置，属洋州，领丰宁县、怀昌县。隋文帝开皇三年（583年）废丰宁郡，丰宁县、怀昌县属洋州。